# Дюкасс, Ален
Ален Дюкасс (фр. Alain Ducasse, род. 13 сентября 1956, Ортез) — французский повар, ресторатор и предприниматель. Владелец сети ресторанов высокой кухни Alain Ducasse Enterprise (ADE) с годовой выручкой в $60 млн, в которую входят 26 ресторанов в различных городах мира. На 2011 год трём ресторанам, входящим в компанию Дюкасса, присвоено три звезды (высшая отметка) в гиде Мишлен.
Окончил College d’Amou и Lycee Hotelier Университета Бордо, получив диплом профессионального повара и бакалавра по специальности «гостиничная техника». Поварскую карьеру начал в 1974 году в городе Сустон. В 1984 году стал единственным выжившим в авиакатастрофе, после чего три года лежал без движения.
В 1987 году открыл ресторан Louis XV Alain Ducasse в Монако, став его шеф-поваром (через три года этот ресторан получил три звезды в гиде Michelin). С 1999 года — президент сети les Collectionneurs. Дюкасс был автором меню для «Конкорда» (впервые оно должно было быть представлено пассажирам разбившегося рейса сверхзвукового лайнера).
В 2008 году сменил французское гражданство на гражданство Монако, причиной стало более лояльное налоговое законодательство. В июле 2011 года выступил в качестве организатора торжественного приёма, посвящённого свадьбе князя Монако Альбера II и Шарлен Уиттсток.
Большинство ресторанов Дюкасса открыты во Франции и Монако, также действуют рестораны в США (Нью-Йорк, Лас-Вегас), Великобритании (два ресторана в Лондоне), Японии (два ресторана в Токио), Китае (в Гонконге), Катаре (в Дохе); в 2011—2014 годы функционировал ресторан в России (в Санкт-Петербурге рядом с Исаакиевским собором). По словам Дюкасса, в городах «второй категории», к которым повар отнёс Милан, Барселону, Москву, Шанхай, Бордо, рестораны открывать он не планирует.